# Ennio Pellegrini
Ennio Pellegrini (Livorno, 3 marzo 1951) è un allenatore di calcio ed ex calciatore italiano.

## Carriera

### Giocatore
È cresciuto calcisticamente nella Marinese, società dalla quale è passato alla Fiorentina.
Ha esordito in Serie A con la maglia della Fiorentina l'11 ottobre 1970, in Catania - Fiorentina, finita con il risultato di 0 a 0.
Vanta una presenza nella Nazionale Under 21, ad Ascoli Piceno il 23 febbraio 1972, nell'incontro Jugoslavia – Italia, finito con il risultato di 2 a 1.
Con la maglia della Fiorentina ha vinto una Coppa Italia nella stagione 1974/75 battendo, nella finale di Roma del 28 giugno 1975, il Milan per 3 a 2. Una Coppa di Lega Italo-Inglese e perse tre finali Coppa Mitropa, Coppa delle Alpi e Coppa Anglo-Italiana.
Agli esordi mediano difensivo, si è poi trasformato in libero, ruolo che lo ha visto distinguersi per senso della posizione, tempestività negli interventi in copertura e temperamento nel guidare i compagni della difesa.

### Allenatore
La carriera di allenatore lo ha visto impegnato tra i dilettanti: nella stagione 1987/88 ha vinto il campionato di Promozione Toscana alla guida della Colligiana che ha allenato anche l'anno successivo nel Campionato Interregionale (l'attuale Serie D), ottenendo il 4º posto. Nel Campionato Nazionale Dilettanti ha allenato l'Arezzo nella stagione 1994/95 (dove è stato esonerato e sostituito a stagione iniziata), il Castelfiorentino (nel campionato 1997/98, dopo la vittoria del Campionato di Eccellenza Toscana nella stagione 1996/97) e di nuovo la Colligiana nel 1998/99 piazzandosi al 6º posto della classifica finale.
Nelle serie minori ha allenato anche Pontassieve, Monsummano, Vinci e San Miniato Basso. Nel Novembre 2010 viene nominato allenatore del Montecatini, prima di fare ritorno sulla panchina della società monsummanese a Gennaio 2015. A Novembre 2015 è chiamato a guidare la formazione Berretti della Pistoiese. Nel 2018 allena il Montecatini, dal 2021 al 2022 è al Dicomano,nel 2023 è agli Amici Miei e nel 2024 allena nuovamente il Montecatini.

## Palmarès

### Giocatore

#### Competizioni nazionali
- Coppa Italia: 1

Fiorentina: 1974-1975

#### Competizioni internazionali
- Coppa di Lega Italo-Inglese: 1

Fiorentina: 1975

### Allenatore

#### Competizioni regionali
- Promozione: 1

Colligiana: 1987-1988